# Interocrea bomba
Interocrea bomba är en insektsart som beskrevs av Hamilton 1980. Interocrea bomba ingår i släktet Interocrea och familjen spottstritar. Inga underarter finns listade i Catalogue of Life.